# The Faery Tale Adventure: Book I
The Faery Tale Adventure: Book I is een videospel, dat werd ontwikkeld en uitgeven door MicroIllusions. Het spel kwam in 1987 als eerste uit voor de Commodore Amiga. Later volgende ook een versie voor de Commodore 64, DOS en Sega Mega Drive. De speler kan bij dit spel een van de drie broers Julian, Philip, of Kevin besturen. Elk heeft zijn unieke eigenschappen. Julian is goed in vechten, Philip heeft veel geluk en is slim en Kevin staat bekend om zijn vriendelijkheid. Het spel staat bekend om zijn enorme grote wereld. Deze telde 17,000 schermen een uniekum in de tijd waarin het spel werd gemaakt.

## Platforms
| Jaar | Platform        |
| ---- | --------------- |
| 1987 | Amiga           |
| 1988 | Commodore 64    |
| 1989 | DOS             |
| 1991 | Sega Mega Drive |

## Ontvangst
| Beoordeeld door                      | Platform        | Datum          | Score |
| ------------------------------------ | --------------- | -------------- | ----- |
| Consoles Plus                        | Sega Mega Drive | september 1991 | 95%   |
| Sega-16.com                          | Sega Mega Drive | 28 juni 2004   | 90%   |
| Dragon                               | Sega Mega Drive | november 1991  | 80%   |
| Zzap!                                | Amiga           | november 1988  | 76%   |
| Happy Computer                       | Amiga           | 1986           | 73%   |
| Power Play                           | DOS             | januari 1990   | 71%   |
| Joker Verlag präsentiert: Sonderheft | Amiga           | 1992           | 70%   |
| Joker Verlag präsentiert: Sonderheft | Commodore 64    | 1992           | 70%   |
| Joker Verlag präsentiert: Sonderheft | DOS             | 1992           | 67%   |
| Mean Machines                        | Sega Mega Drive | juli 1991      | 61%   |